# Mark R. Hillegas
Mark Robert Hillegas (ur. 26 grudnia 1926 w Glendale, zm. 22 sierpnia 2000) – amerykański krytyk fantastyki naukowej i profesor, wykładowca na Uniwersytecie Południowego Illinois w Carbondale. W 1967 opublikował pracę The Future as Nightmare: H G Wells and the Anti-Utopians, skupiającą się na tematyce powieści dystopicznej. W 1992 zdobył Nagrodę Pielgrzyma.  W latach 1974–1975 był w jury nagrody John W. Campbell Memorial Award. Jego esej Literackie korzenie science fiction można znaleźć w książce Spór o SF z 1989, która ukazała się nakładem Wydawnictwa Poznańskiego.